# Isabelle FM
Isabelle FM est une radio associative française de proximité (catégorie A) émettant un programme généraliste centré sur l'agglomération de Périgueux, dans le département de la Dordogne. La station est affiliée à la Farl (Fédération des radios associatives d'Aquitaine et des deux Charentes). Elle est gérée par l'association Isabelle FM, implantée à Tocane-Saint-Apre depuis sa création  en 1983.
La musique sous toutes ses formes occupe une place importante à l'antenne. Diffusé les lundis et vendredis après-midi, « Club collection » est un espace consacré aux variétés des années 1980. Les soirées et nuits sont axées sur les musiques électroniques : « Dancefloor express » fait la part belle aux sons techno, dance ou RnB, tandis que « Club house session » est un espace consacré à la house et au garage. Les mercredis et samedis soir, « Le madmix » permet d'écouter les derniers hits diffusés dans les boîtes de nuits, tout comme « 100 % club », diffusé chaque vendredi soir.
L'information est présente toutes les heures de 6 heures à midi, puis de nouveau à 12 heures 30, 14 heures, 16 heures, 17 heures, 18 heures, 21 heures et 22 heures. Le magazine du conseil général, diffusé le mercredi à 11 heures 5 et le vendredi à 19 heures 50, apporte un éclairage sur l'actualité départementale.
Isabelle FM est diffusée en modulation de fréquence (FM) sur Le Grand Périgueux (91,3 MHz et 102,9 MHz) ainsi qu'en streaming sur internet.

## Fréquences
- Périgueux : 91,3 MHz
- Périgueux : 102,9 MHz